# B.O.D.Y.
Pour les articles homonymes, voir Body.
B.O.D.Y est une série shōjo manga écrite et dessinée par Ao Mimori. La série est prépubliée au Japon dans le magazine Bessatsu Margaret de l'éditeur Shueisha. En Amérique du Nord, il est édité par Viz Media. En France, il est édité aux éditions Panini. 
La série compte au total quinze tomes.

## Résumé
L'histoire se déroule au Japon, une lycéenne de 16 ans nommée Ryôko Sakura tombe amoureuse de son voisin de classe Ryûnosuke Fuji car il s'agit d'un garçon sérieux, intelligent et réservé. Enfin c'est ce qu'elle croit jusqu'au jour où elle apprend que celui-ci est un hôte - dans son cas c'est un gigolo mais cette appellation peut également désigner l'emploi de serveur/séducteur dans les bars pour jeunes femmes.

## Résumé des tomes
- Tome 1  (sortie en France le 14 février 2008)

Ryôko Sakura, seize ans, est amoureuse de son camarade de classe Ryûnosuke Fuji. Tout le monde peut bien lui dire qu'elle a de mauvais goût, mais Ryôko craque complètement pour les garçons sérieux, intelligents et réservés. Pourtant, les apparences sont souvent trompeuses…
- Tome 2 (sortie en France le 10 avril 2008)

Ryôko commence à concevoir l'amour que Fuji ressent pour elle, d'autant plus qu'il lui a donné son tout premier baiser! Mais alors qu'elle se rend chez le jeune homme, elle a une bien mauvaise surprise : à la place de Fuji, c'est un comité d'accueil qui l'attend. Pour Ryôko, les ennuis ne font que commencer!
- Tome 3  (sortie en France le 12 juin 2008)

Fuji sort enfin avec Ryôko, ce qui le conduit à reconsidérer son travail d'hôte. Mais Sawamura, son patron, ne l'entend pas de cette oreille ! Ryôko se retrouve dans un sacré pétrin en tentant d'aider Fuji. Jusqu'où la jeune fille est-elle prête à aller pour celui qu'elle aime ?
- Tome 4  (sortie en France le 21 août 2008)

Maintenant que Fuji ne travaille plus en tant qu’hôte, tout semble aller à merveille avec Ryôko. Mais la réalité les rattrape. Leur vie parallèle leur coûte bien cher et les voilà menacés de redoublement ! Finis les baisers et place aux études ! 
- Tome 5  (sortie en France le 23 octobre 2008)

Ryôko, totalement piégée par le diabolique Shirai, se voit contrainte d’obéir à ses moindres caprices, c’est à cette seule condition qu’elle réussira à sauver son amie Sakura ! Mais ce baiser qu’elle a échangé avec l’odieux jeune homme la contraint à mentir à Fuji. Notre héroïne se retrouve dans une impasse dont elle ne voit pas l’issue.
- Tome 6  (sortie en France le 4 décembre 2008)

Les vacances de Ryôko ont contre toute attente permis à la jeune fille de resserrer ses liens avec Fuji mais une question persiste : comment nos amis réussiront-ils à faire entendre raison à Asuka qui continue à se bercer d’illusions sur son petit ami ?
- Tome 7  (sortie en France le 11 février 2009)

Rien ne va plus pour Ryôko ! La mère de Fuji ne la supporte pas et entend bien les séparer en contraignant son fils à la suivre aux États-Unis. L’affaire dégénère en une terrible dispute ; Fuji, partagé entre les deux femmes de sa vie, ne sait laquelle il va devoir abandonner malgré lui. 
- Tome 8  (sortie en France le 8 avril 2009)

Ao Mimori s’amuse et met ses héros sur le gril ! Tandis que Ryôko se découvre un nouveau prétendant, Fuji ne parvient pas à se dépêtrer d’Izumi ! Cette dernière déclare même la guerre à son adversaire. La bataille entre les deux filles promet d’être rude !
- Tome 9  (sortie en France le 10 juin 2009)

Fuji a assisté à la déclaration d'amour de kurama et explose littéralement ! La bagarre qui en résulte risque fort de faire désordre ! On dirait que la situation échappe totalement au contrôle de nos amis…
- tome 10 ( sortie en France le 26 août 2009)

Ryôko ne sait plus que penser : la déclaration de fuji, qui évoque une possible séparation, l'a profondément ébranlée, et la jeune fille tente à tout prix d'éviter une confrontation direct. Notre couple tiendra-t-il le coup ?